# Društvo prijateljev mineralov in fosilov Slovenije
Društvo prijateljev mineralov in fosilov Slovenije (DPMFS) je slovensko društvo, ki deluje na področju popularizacije geologije, mineralogije, paleontologije in sorodnih ved
Društvo je bilo ustanovljeno 11. marca 1977, kot Društvo prijateljev mineralov in fosilov Tržič - Jugoslavija. V začetnih letih je imelo društvo tudi podružnico v Mežici. V času nekdanje Jugoslavije je združevalo preko 500 članov, od tega okoli 160 iz drugih republik. Po osamosvojitvi Slovenije je doživelo velik upad članov in jih danes šteje približno 170. Društvo se je takrat tudi preimenovalo v sedanje ime. 

## Delovanje društva
Društvo je leta 1982 pričelo z izdajanjem društvene publikacije Društvene novice (izšlo je 44 številk). Danes DPMFS enkrat letno izdaja revijo Konkrecija in objavlja spletne Društvene Novičke. Sodelovalo je tudi pri nastajanju nekaterih poštnih znamk z motivi mineralov in fosilov ter pri nastanku Slovenske geološke poti in je soorganizator prireditve Minfos (Dnevi mineralov, fosilov in okolja) v Tržiču, ki je njegova najodmevnejša dejavnost.
Vsako leto DPMFS organizira tudi Okroglo mizo (v mesecu marcu) in vrsto strokovnih in izobraževalnih ekskurziji po Sloveniji in tujini (obisk sejma mineralov in fosilov v München, Nemčija).